# Diócesis de Hwange
La diócesis de Hwange (en latín: Dioecesis Huangen(sis) y en inglés: Roman Catholic Diocese of Hwange) es una circunscripción eclesiástica latina de la Iglesia católica en Zimbabue, sufragánea de la arquidiócesis de Bulawayo. La diócesis tiene al obispo Raphael Macebo Mabuza Ncube como su ordinario desde el 5 de julio de 2021.

## Territorio y organización
La diócesis tiene 43 427 km² y extiende su jurisdicción sobre los fieles católicos de rito latino residentes en los distritos de Hwange, Binga y parte de Lupane (al norte del río Shabula) en la provincia de Matabelelandia Septentrional.
La sede de la diócesis se encuentra en la ciudad de Hwange (antes llamada Wankie), en donde se halla la Catedral de San Ignacio.
En 2019 en la diócesis existían 26 parroquias.

## Historia
La prefectura apostólica de Wankie fue erigida el 29 de junio de 1953 con la bula Ad Christi religionem del papa Pío XII, obteniendo el territorio de los vicariatos apostólicos de Bulawayo (hoy arquidiócesis) y Salisbury (hoy arquidiócesis de Harare). Fue encomendada al cuidado de los misioneros del Instituto Español de San Francisco Javier para las Misiones Extranjeras.
El 1 de marzo de 1963 la prefectura apostólica fue elevada a diócesis con la bula Mirum Ecclesiae del papa Juan XXIII. Originalmente era sufragánea de la arquidiócesis de Salisbury.
El 8 de abril de 1988 tomó su nombre actual.
El 17 de junio de 1991 cedió una parte de su territorio para la erección de la diócesis de Gokwe mediante la bula Fidelium communitas del papa Juan Pablo II.
El 10 de junio de 1994 pasó a formar parte de la provincia eclesiástica de la arquidiócesis de Bulawayo.

## Estadísticas
De acuerdo con el Anuario Pontificio 2020 la diócesis tenía a fines de 2019 un total de 41 050 fieles bautizados.
| Año                                                                             | Población            | Población | Población      | Sacerdotes | Sacerdotes    | Sacerdotes    | Bautizados por sacerdote | Diáconos permanentes | Religiosos | Religiosos | Parroquias |
| Año                                                                             | Bautizados católicos | Total     | % de católicos | Total      | Clero secular | Clero regular | Bautizados por sacerdote | Diáconos permanentes | Varones    | Mujeres    | Parroquias |
| ------------------------------------------------------------------------------- | -------------------- | --------- | -------------- | ---------- | ------------- | ------------- | ------------------------ | -------------------- | ---------- | ---------- | ---------- |
| 1970                                                                            | 19 400               | 290 000   | 6.7            | 36         |               | 36            | 538                      |                      | 36         | 49         | 16         |
| 1980                                                                            | 37 588               | 494 000   | 7.6            | 26         | 2             | 24            | 1445                     |                      | 30         | 38         | 17         |
| 1990                                                                            | 60 674               | 878 091   | 6.9            | 36         | 12            | 24            | 1685                     |                      | 32         | 64         | 24         |
| 1999                                                                            | 33 114               | 313 527   | 10.6           | 27         | 11            | 16            | 1226                     |                      | 23         | 72         | 21         |
| 2000                                                                            | 33 784               | 321 365   | 10.5           | 27         | 12            | 15            | 1251                     |                      | 21         | 67         | 21         |
| 2001                                                                            | 35 577               | 329 399   | 10.8           | 29         | 13            | 16            | 1226                     |                      | 22         | 60         | 22         |
| 2002                                                                            | 37 048               | 317 300   | 11.7           | 30         | 11            | 19            | 1234                     |                      | 23         | 68         | 24         |
| 2003                                                                            | 37 770               | 323 780   | 11.7           | 28         | 11            | 17            | 1348                     |                      | 22         | 64         | 24         |
| 2004                                                                            | 38 576               | 329 937   | 11.7           | 29         | 13            | 16            | 1330                     |                      | 21         | 60         | 24         |
| 2006                                                                            | 41 118               | 343 265   | 12.0           | 31         | 17            | 14            | 1326                     |                      | 17         | 81         | 24         |
| 2007                                                                            | 38 175               | 346 697   | 11.0           | 31         | 19            | 12            | 1231                     | 3                    | 16         | 88         | 24         |
| 2013                                                                            | 43 000               | 381 900   | 11.3           | 31         | 19            | 12            | 1387                     |                      | 18         | 68         | 23         |
| 2016                                                                            | 38 234               | 406 500   | 9.4            | 34         | 21            | 13            | 1124                     |                      | 16         | 64         | 24         |
| 2019                                                                            | 41 050               | 433 000   | 9.5            | 36         | 24            | 12            | 1140                     |                      | 14         | 72         | 26         |
| Fuente: Catholic-Hierarchy, que a su vez toma los datos del Anuario Pontificio. |                      |           |                |            |               |               |                          |                      |            |            |            |

## Episcopologio
- Francesco Font Garcia, I.E.M.E. † (19 de octubre de 1953-12 de julio de 1956 renunció)
- Dominic Ros Arraiza, I.E.M.E. † (19 de octubre de 1956-1963 renunció)
- Ignacio Prieto Vega, I.E.M.E. † (1 de marzo de 1963-9 de febrero de 1999 retirado)
- Robert Christopher Ndlovu (9 de febrero de 1999-10 de junio de 2004 nombrado arzobispo de Harare)
  - Sede vacante (2004-2006)
- Alberto Serrano, I.E.M.E. (5 de diciembre de 2006-5 de julio de 2021 retirado)
- Raphael Macebo Mabuza Ncube, desde el 5 de julio de 2021